# Via del Tritone
La Via del Tritone es una calle de Roma que une el Largo Chigi y la Piazza di San Claudio con la Piazza Barberini. Importante arteria del centro histórico de la ciudad, que discurre entre los rioni Colonna y Trevi, debe su nombre a la Fuente del Tritón (Fontana del Tritone), célebre obra de Gian Lorenzo Bernini situada en el centro de la Piazza Barberini. La calle fue construida entre la década de 1880, después de la anexión de Roma al Reino de Italia, y la década de 1920, casi al mismo tiempo que se realizó el ensanchamiento de la Via del Corso. Para su apertura se demolieron algunos edificios, incluida la pequeña iglesia de los Santi Angeli Custodi al Tritone.

## Palacios
- Palazzo Alberoni
- Palazzo Cornaro

## Arquitectura religiosa
- Iglesia de Santa Maria Odigitria al Tritone
- Iglesia de San Salvatore degli Arcioni

## Transporte
- Estación Barberini - Fontana di Trevi de la línea A del Metro de Roma